# Zlatý klas 1986
Sedmnáctý ročník poháru o Zlatý klas  v ledním hokeji se konal od 27. – 29. srpna 1986 v Českých Budějovicích. Zúčastnili se tři týmy. Mužstva se utkala jednokolovým systémem každý s každým.

## Výsledky a tabulka
|    |                         | ČB  | TCH | AS  | V | R | P | Skóre | B |
| 1. | Motor České Budějovice  | *** | 6:4 | 3:3 | 1 | 1 | 0 | 9:7   | 3 |
| 2. | Československo          | 4:6 | *** | 3:1 | 1 | 0 | 1 | 7:7   | 2 |
| 3. | Avtomobilist Sverdlovsk | 3:3 | 1:3 | *** | 0 | 1 | 1 | 4:6   | 1 |

 Motor České Budějovice –  Avtomobilist Sverdlovsk 	3:3 (2:2, 1:0, 0:1)
27. srpna 1986 – České Budějovice

Branky Českých Budějovic: 6. Jiří Lála, 14. Karel Soudek, 23. Jan Tlačil. 

Branky Sverdlovsku: 5. Andrej Balandin, 17. Alexandr Karcev, 58. Andrej Balandin.

Rozhodčí: Milan Jirka (TCH) - Mojmír Šatava (TCH), Vítězslav Vala (TCH)

Vyloučení: 4:5 (využití 0:0)
České Budějovice: Ladislav Gula - Karel Soudek, Vladislav Janeček, Rudolf Suchánek, Hnojna (15. Michael Kubíček), Josef Novák, Tomeček - Jiří Lála, Norbert Král, Roman Božek - Jaroslav Korbela, Petr Ondrejec, Radek Ťoupal - Miroslav Bláha, Josef Hejna, Jan Tlačil - Richard Kolář, Radek Knotek, Jaroslav Liška.
 Československo –  Avtomobilist Sverdlovsk 	3:1 (1:0, 2:0, 0:1)
28. srpna 1986 – České Budějovice

Branky Československa: 18. Petr Rosol, 30. Dušan Pašek, 32. Vladimír Svitek.

Branky Sverdlovsku: 48. Andrej Jagoda.

Rozhodčí: Vladimír Šubrt (TCH) – Rudolf Potsch (TCH), Michal Unzeitig (TCH)

Vyloučení: 13:16 (využití 1:0) z toho Jiří Šejba na 10 minut za píchání holí.
ČSSR: Dominik Hašek - Arnold Kadlec, Miloslav Hořava, Antonín Stavjaňa, František Procházka, Mojmír Božík, Kamil Prachař - Petr Rosol, Vladimír Růžička, Jiří Hrdina - David Volek, Dušan Pašek, Jiří Šejba - Vladimír Svitek, Ján Vodila, Igor Liba - Otakar Janecký, Vladimír Kameš, Ivan Dornič.
 Motor České Budějovice –  Československo 	6:4 (2:1, 1:2, 3:1)
29. srpna 1986 – České Budějovice

Branky Českých Budějovic: 6. Radek Ťoupal, 18. Norbert Král, 24. Radek Ťoupal, 43. Jaroslav Korbela, 45. Radek Ťoupal, 60. Norbert Král,

Branky Československa: 4. Antonín Stavjaňa, 26. Dušan Pašek, 37. Miloslav Hořava, 43. Petr Rosol.

Rozhodčí: Jiří Lípa (TCH) – Jiří Brunclík (TCH), Ladislav Rouspetr (TCH)

Vyloučení: 2:6 (využití 1:0)
ČSSR: Jaromír Šindel - Arnold Kadlec, Miloslav Hořava, Antonín Stavjaňa, František Procházka, Mojmír Božík, Kamil Prachař - Petr Rosol, Vladimír Růžička, Jiří Hrdina - David Volek, Dušan Pašek, Jiří Šejba - Vladimír Svitek, Ján Vodila, Igor Liba - Otakar Janecký, Vladimír Kameš, Ivan Dornič.
České Budějovice: Ladislav Gula - Karel Soudek, Vladislav Janeček, Rudolf Suchánek, Michael Kubíček, Josef Novák, Tomeček - Jiří Lála, Radek Ťoupal, Roman Božek - Miroslav Bláha, Josef Hejna, Jan Tlačil - Jaroslav Korbela, Norbert Král, Petr Ondrejec - Vaculík, Radek Knotek, Jaroslav Liška.